# Business case
Business case er en teknik til at opbygge troværdighed omkring en forretningside. Den kan hjælpe til at træffe forretningsmæssige beslutninger. 
Metoden hjælper beslutningstagere til at vurdere et tilbud, en stiftelse af en virksomhed, investering, fusion eller lignende. 
Metoden har til formål at beregne og visualisere fordele og risici i forhold til omkostningerne af en beslutning. 
Metoden kan anvendes i komplekse salgssituationer såsom komplekse systemsalg. 
En business case er mere end en økonomisk model – en god business case ved hjælp af beviser / fakta og rationelle argument til støtte for en konklusion, der er en præsentation af den metode og skøn og "beviser" er produceret. 
Centrale elementer i opbygningen af en business case omfatter dataindsamling, estimering, identifikation af markedet og risikoberegninger.